# Kościół św. Germana w Orly
Kościół św. Germana (fr. Église Saint-Germain) – rzymskokatolicka świątynia parafialna we francuskim mieście Orly.

## Historia
Kościół wzniesiono około 985 roku oraz przebudowano w XII wieku. W 1360, podczas wojny stuletniej, uszkodzona została dzwonnica. W XVI przebudowano prezbiterium. 18 czerwca 1996 roku budynek wpisano do rejestru zabytków.

## Architektura
Kościół wzniesiono na osi wschód-zachód z wejściem od zachodu. Fasada kościoła, wsparta dwiema przyporami, jest pozbawiona dekoracji. Korpus nawowy jest trójnawowy, wzniesiony w stylu romańskim. Posiada układ pseudobazyliki. W północno-wschodni narożnik świątyni wbudowana jest dzwonnica. Prezbiterium, przebudowane w XVI wieku, ma układ bazylikowy, zbudowane zostało na przełomie gotyku i renesansu, toteż łączy elementy obu tych stylów. Jest otoczone przez obejście, z którego mur absydy wspierają dwa łuki przyporowe.

## Galeria

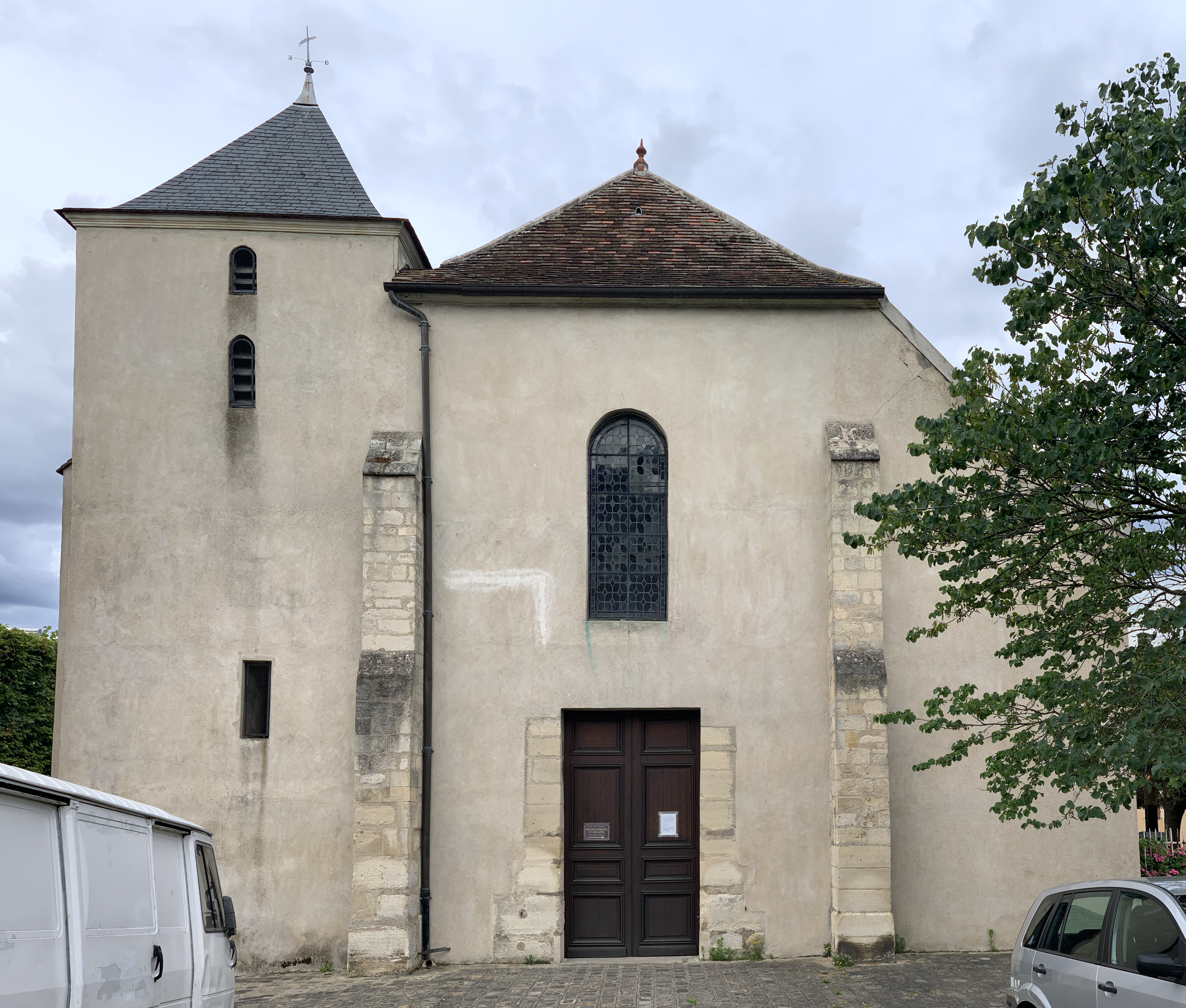
Fasada
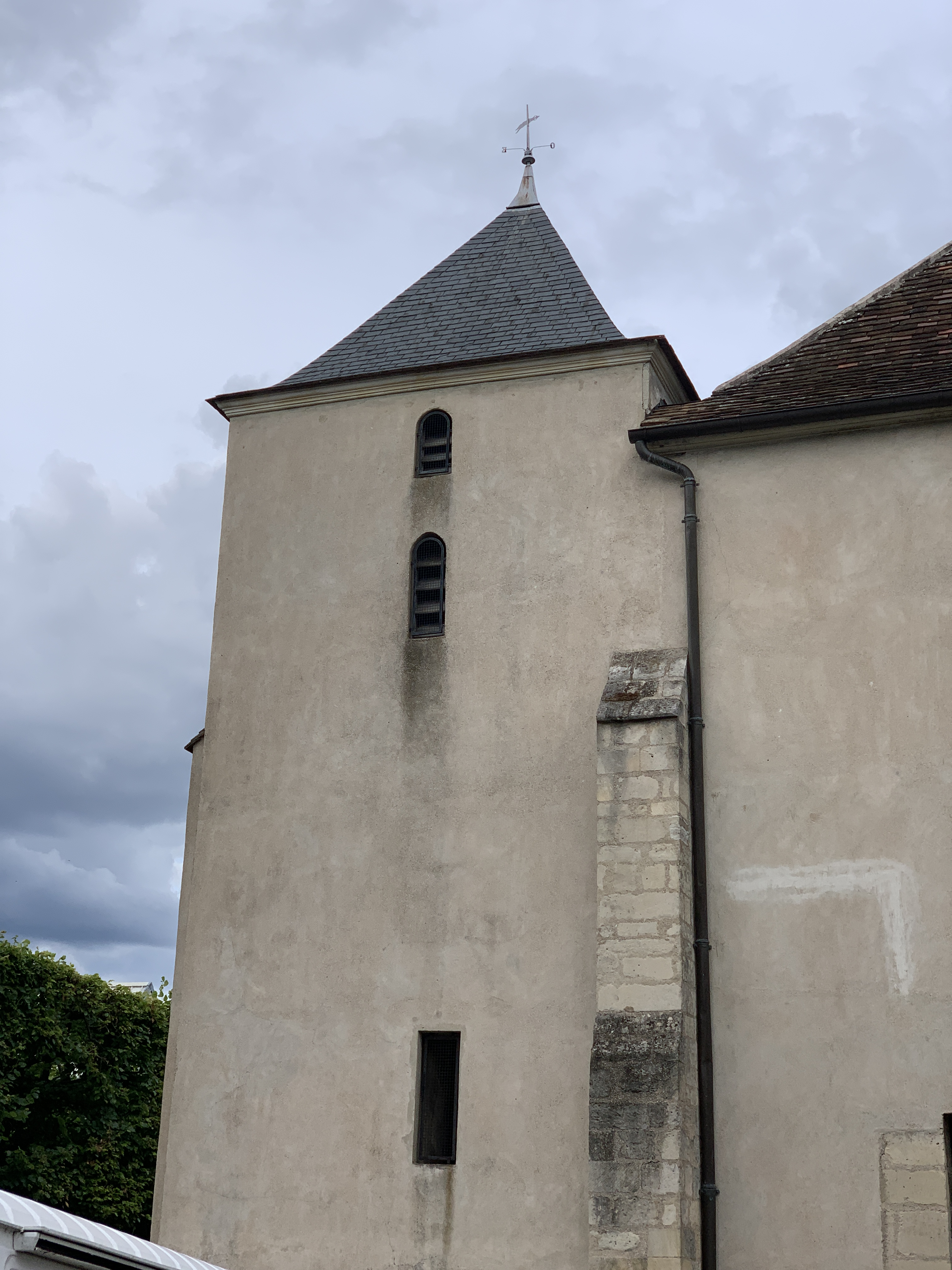
Dzwonnica
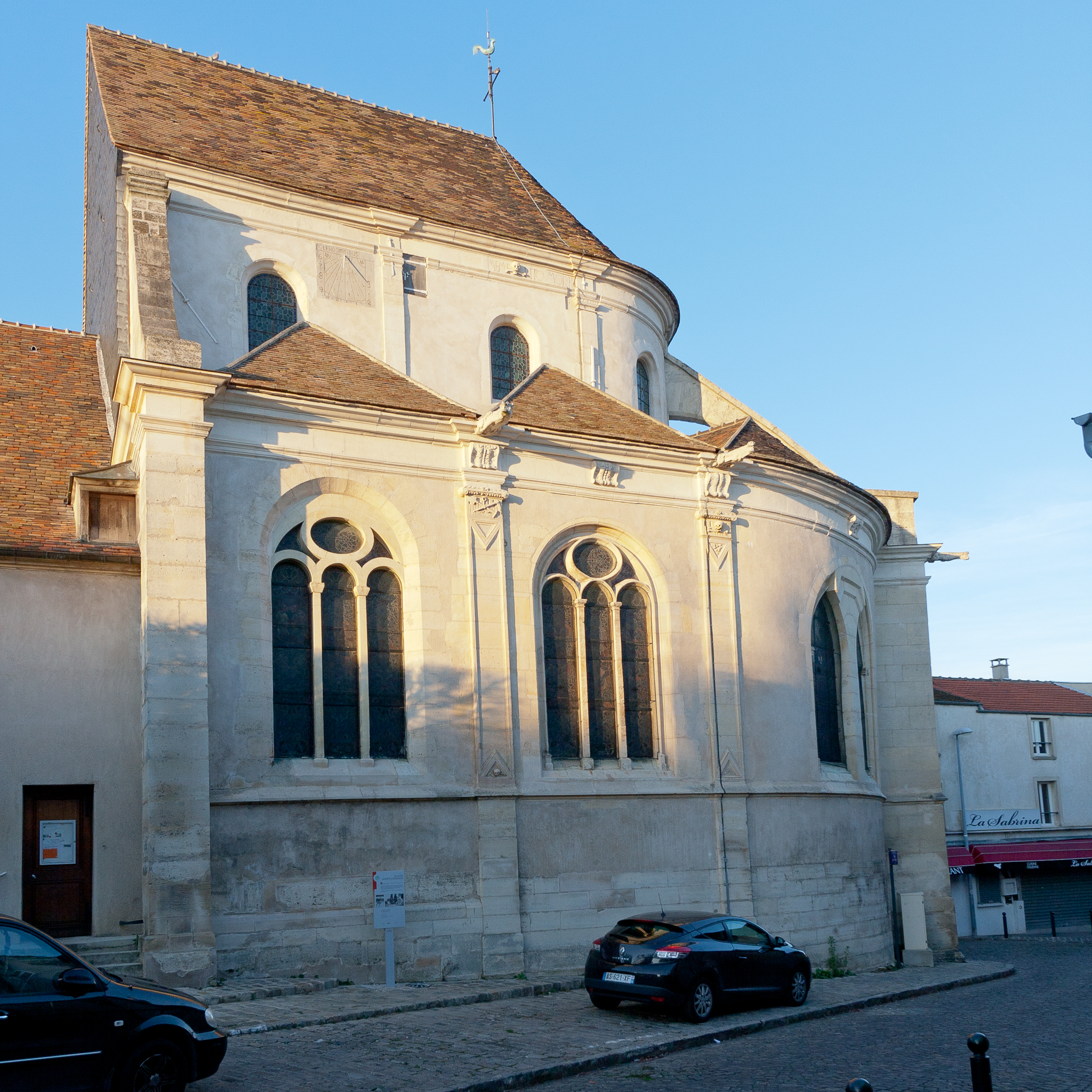
Prezbiterium
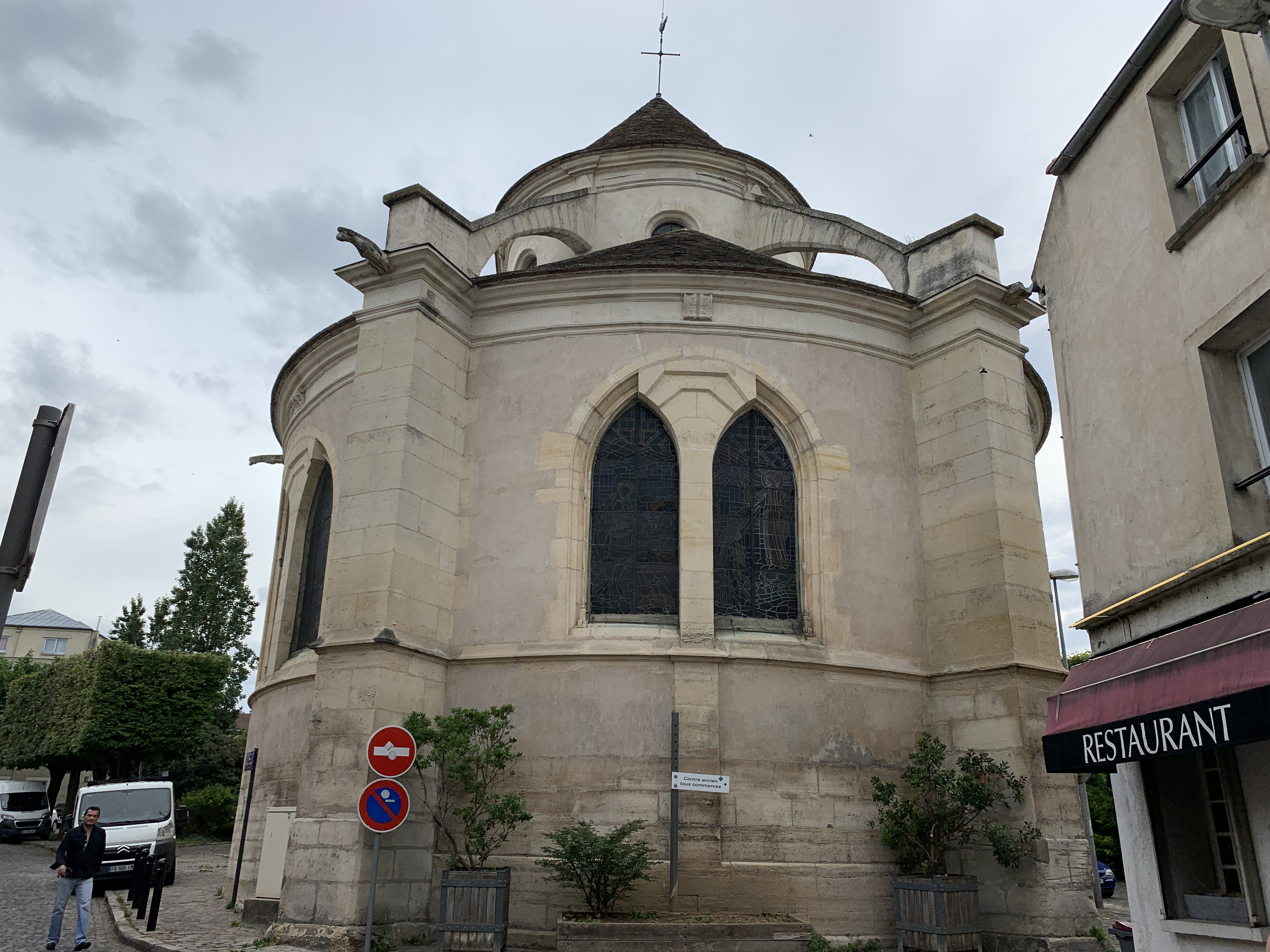
Absyda, widoczne obejście i łuki przyporowe